# Kanton Nîmes-6
Kanton Nîmes-6 (francouzsky Canton de Nîmes-6) je francouzský kanton v departementu Gard v regionu Languedoc-Roussillon. Tvoří ho část města Nîmes a zahrnuje městské čtvrti Saint Césaire, Mas Roman, Nîmes-Ouest, Valdegour, Pissevin, Marché-Gare a Mas des Juifs.